# Romanian Open 2006 - Qualificazioni singolare
Le qualificazioni del singolare del Romanian Open 2006 sono state un torneo di tennis preliminare per accedere alla fase finale della manifestazione. I vincitori dell'ultimo turno sono entrati di diritto nel tabellone principale. In caso di ritiro di uno o più giocatori aventi diritto a questi sono subentrati i lucky loser, ossia i giocatori che hanno perso nell'ultimo turno ma che avevano una classifica più alta rispetto agli altri partecipanti che avevano comunque perso nel turno finale.
Le qualificazioni del torneo prevedevano 32 partecipanti di cui 4 sono entrati nel tabellone principale.

## Teste di serie
1. Peter Luczak (primo turno)
2. Máximo González (primo turno)
3. Diego Junqueira (secondo turno)
4. Serhij Stachovs'kyj (primo turno)

1. Adrian Ungur (ultimo turno)
2. Lukáš Lacko (ultimo turno)
3. Simone Vagnozzi (Qualificato)
4. Fabio Fognini (secondo turno)

## Qualificati
1. Michal Mertiňák
2. Simone Vagnozzi

1. Oleksandr Dolgopolov
2. Juan-Martín Aranguren

## Tabellone

### Legenda
| - Q = Qualificato - WC = Wild card - LL = Lucky loser | - ALT = Alternate - SE = Special Exempt - PR = Protected Ranking | - w/o = Walkover - r = Ritirato - d = Squalificato |

### Sezione 1
|  | Primo turno            | Primo turno                 | Primo turno                 | Primo turno | Primo turno |  |  | Secondo turno   | Secondo turno   | Secondo turno   | Secondo turno | Secondo turno |   |   | Ultimo turno | Ultimo turno    | Ultimo turno | Ultimo turno | Ultimo turno |  |
|  |                        |                             |                             |             |             |  |  |                 |                 |                 |               |               |   |   |              |                 |              |              |              |  |
|  |                        | Florin Mergea               | Florin Mergea               | 6           | 6           |  |  |                 |                 |                 |               |               |   |   |              |                 |              |              |              |  |
|  | 1                      | Peter Luczak                | Peter Luczak                | 4           | 4           |  |  | Florin Mergea   | Florin Mergea   | Florin Mergea   | 1             | 3             |   |   |              |                 |              |              |              |  |
|  | Michal Mertiňák        | Michal Mertiňák             | 4                           | 6           | 6           |  |  | Michal Mertiňák | Michal Mertiňák | Michal Mertiňák | 6             | 6             |   |   |              |                 |              |              |              |  |
|  | Artemon Apostu-Efremov | Artemon Apostu-Efremov      | 6                           | 3           | 4           |  |  |                 |                 |                 |               |               |   |   |              | Michal Mertiňák | 4            | 6            | 6            |  |
|  | Stefano Ianni          | Stefano Ianni               | Stefano Ianni               | 6           | 6           |  |  |                 |                 | 6               | Lukáš Lacko   | 6             | 3 | 4 |              |                 |              |              |              |  |
|  | Adrian-Vasile Gavrila  | Adrian-Vasile Gavrila       | Adrian-Vasile Gavrila       | 3           | 1           |  |  |                 | Stefano Ianni   | Stefano Ianni   | 4             | 2             |   |   |              |                 |              |              |              |  |
|  | 6                      | Lukáš Lacko                 | Lukáš Lacko                 | 6           | 6           |  |  | 6               | Lukáš Lacko     | Lukáš Lacko     | 6             | 6             |   |   |              |                 |              |              |              |  |
|  |                        | Victor-Mugurel Anagnastopol | Victor-Mugurel Anagnastopol | 2           | 2           |  |  |                 |                 |                 |               |               |   |   |              |                 |              |              |              |  |

### Sezione 2
|  | Primo turno           | Primo turno           | Primo turno           | Primo turno | Primo turno |  |  | Secondo turno      | Secondo turno      | Secondo turno      | Secondo turno   | Secondo turno |   |   | Ultimo turno | Ultimo turno   | Ultimo turno | Ultimo turno | Ultimo turno |  |
|  |                       |                       |                       |             |             |  |  |                    |                    |                    |                 |               |   |   |              |                |              |              |              |  |
|  |                       | Alessandro Accardo    | 4                     | 6           | 6           |  |  |                    |                    |                    |                 |               |   |   |              |                |              |              |              |  |
|  | 2                     | Máximo González       | 6                     | 4           | 2           |  |  | Alessandro Accardo | Alessandro Accardo | Alessandro Accardo | 4               | 5             |   |   |              |                |              |              |              |  |
|  | Pavol Cervenak        | Pavol Cervenak        | Pavol Cervenak        | 7           | 6           |  |  | Pavol Cervenak     | Pavol Cervenak     | Pavol Cervenak     | 6               | 7             |   |   |              |                |              |              |              |  |
|  | Andrei Daescu         | Andrei Daescu         | Andrei Daescu         | 6(1)        | 1           |  |  |                    |                    |                    |                 |               |   |   |              | Pavol Cervenak | 6            | 4            | 4            |  |
|  | Gianluca Naso         | Gianluca Naso         | Gianluca Naso         | 7           | 6           |  |  |                    |                    | 7                  | Simone Vagnozzi | 2             | 6 | 6 |              |                |              |              |              |  |
|  | Teodor-Dacian Craciun | Teodor-Dacian Craciun | Teodor-Dacian Craciun | 5           | 3           |  |  |                    | Gianluca Naso      | Gianluca Naso      | 1               | 1             |   |   |              |                |              |              |              |  |
|  | 7                     | Simone Vagnozzi       | Simone Vagnozzi       | 7           | 6           |  |  | 7                  | Simone Vagnozzi    | Simone Vagnozzi    | 6               | 6             |   |   |              |                |              |              |              |  |
|  |                       | Alexandru-Raul Lazar  | Alexandru-Raul Lazar  | 6           | 1           |  |  |                    |                    |                    |                 |               |   |   |              |                |              |              |              |  |

### Sezione 3
|  | Primo turno          | Primo turno          | Primo turno          | Primo turno | Primo turno |  |  | Secondo turno | Secondo turno        | Secondo turno        | Secondo turno  | Secondo turno  |   |    | Ultimo turno         | Ultimo turno         | Ultimo turno         | Ultimo turno | Ultimo turno |  |
|  |                      |                      |                      |             |             |  |  |               |                      |                      |                |                |   |    |                      |                      |                      |              |              |  |
|  | 3                    | Diego Junqueira      | Diego Junqueira      | 6           | 6           |  |  |               |                      |                      |                |                |   |    |                      |                      |                      |              |              |  |
|  |                      | Gabriel Moraru       | Gabriel Moraru       | 3           | 3           |  |  | 3             | Diego Junqueira      | Diego Junqueira      | 3              | 4              |   |    |                      |                      |                      |              |              |  |
|  | Oleksandr Dolgopolov | Oleksandr Dolgopolov | Oleksandr Dolgopolov | 6           | 6           |  |  |               | Oleksandr Dolgopolov | Oleksandr Dolgopolov | 6              | 6              |   |    |                      |                      |                      |              |              |  |
|  | Mihai Stoian         | Mihai Stoian         | Mihai Stoian         | 2           | 2           |  |  |               |                      |                      |                |                |   |    | Oleksandr Dolgopolov | Oleksandr Dolgopolov | Oleksandr Dolgopolov | 6            | 7            |  |
|  | Victor Stanica       | Victor Stanica       | Victor Stanica       | 6           | 6           |  |  |               |                      | Victor Stanica       | Victor Stanica | Victor Stanica | 4 | 64 |                      |                      |                      |              |              |  |
|  | Alexander Satschko   | Alexander Satschko   | Alexander Satschko   | 1           | 2           |  |  |               | Victor Stanica       | Victor Stanica       | 6              | 6              |   |    |                      |                      |                      |              |              |  |
|  | 8                    | Fabio Fognini        | Fabio Fognini        | 6           | 6           |  |  | 8             | Fabio Fognini        | Fabio Fognini        | 4              | 1              |   |    |                      |                      |                      |              |              |  |
|  |                      | Paul-Mihai Puscasu   | Paul-Mihai Puscasu   | 0           | 4           |  |  |               |                      |                      |                |                |   |    |                      |                      |                      |              |              |  |

### Sezione 4
|  | Primo turno             | Primo turno             | Primo turno             | Primo turno     | Primo turno |  |  | Secondo turno           | Secondo turno           | Secondo turno           | Secondo turno | Secondo turno |    |   | Ultimo turno | Ultimo turno          | Ultimo turno          | Ultimo turno | Ultimo turno |  |
|  |                         |                         |                         |                 |             |  |  |                         |                         |                         |               |               |    |   |              |                       |                       |              |              |  |
|  |                         | Juan-Martín Aranguren   | 6                       | 3               | 7           |  |  |                         |                         |                         |               |               |    |   |              |                       |                       |              |              |  |
|  | 4                       | Serhij Stachovs'kyj     | 4                       | 6               | 5           |  |  | Juan-Martín Aranguren   | Juan-Martín Aranguren   | Juan-Martín Aranguren   | 6             | 6             |    |   |              |                       |                       |              |              |  |
|  | Laurentiu-Antoniu Erlic | Laurentiu-Antoniu Erlic | Laurentiu-Antoniu Erlic | 6               | 6           |  |  | Laurentiu-Antoniu Erlic | Laurentiu-Antoniu Erlic | Laurentiu-Antoniu Erlic | 0             | 3             |    |   |              |                       |                       |              |              |  |
|  | Ionel-Catalin Buzatu    | Ionel-Catalin Buzatu    | Ionel-Catalin Buzatu    | 0               | 1           |  |  |                         |                         |                         |               |               |    |   |              | Juan-Martín Aranguren | Juan-Martín Aranguren | 7            | 6            |  |
|  | Leonardo Azzaro         | Leonardo Azzaro         | Leonardo Azzaro         | Leonardo Azzaro | 4           |  |  |                         |                         | 5                       | Adrian Ungur  | Adrian Ungur  | 65 | 4 |              |                       |                       |              |              |  |
|  | Adrian Cruciat          | Adrian Cruciat          | Adrian Cruciat          | Adrian Cruciat  | 0r          |  |  |                         | Leonardo Azzaro         | 6                       | 4             | 3             |    |   |              |                       |                       |              |              |  |
|  | 5                       | Adrian Ungur            | 2                       | 6               | 7           |  |  | 5                       | Adrian Ungur            | 4                       | 6             | 6             |    |   |              |                       |                       |              |              |  |
|  |                         | Horia Tecău             | 6                       | 0               | 5           |  |  |                         |                         |                         |               |               |    |   |              |                       |                       |              |              |  |